# Eduardo Vilarete
Eduardo Emilio Vilarete Fernández (Santa Marta, 20 juni 1953) is een voormalig profvoetballer uit Colombia, die speelde als aanvaller gedurende zijn loopbaan. Hij beëindigde zijn carrière in 1989.

## Clubcarrière
Vilarete kwam onder meer uit voor Atlético Bucaramanga, Unión Magdalena, Atlético Nacional, Deportivo Pereira, Deportes Tolima, Deportivo Quito en LDU Quito.

## Interlandcarrière
Vilarete speelde in totaal 21 keer (zeven doelpunten) voor de nationale ploeg van Colombia in de periode 1976-1985. Hij maakte zijn debuut op 22 januari 1976 in de OS-kwalificatiewedstrijd tegen Peru.

## Erelijst
Atlético Nacional
- Colombiaans landskampioen

1976, 1981